# Camponotus asli
Camponotus asli é uma espécie de inseto do gênero Camponotus, pertencente à família Formicidae.